# Слави Трифонов
Станисла̀в То̀доров Трѝфонов (по-известен като Слави Трифонов) e български певец, музикант, телевизионен водещ, шоумен, продуцент и политик.
Името му се свързва най-често с телевизионните предаванията „Ку-ку“, „Каналето“, „Хъшове“, „Шоуто на Слави“, „Вечерното шоу на Слави Трифонов“, също с музикалната група „Ку-Ку бенд“, собствената му телевизия „7/8“ и политическата партия „Има такъв народ“.

## Биография

### Детство и младежки години
Станислав Тодоров Трифонов е роден на 18 октомври 1966 г. в Плевен. Баща му е от Горна Митрополия, най-малък брат от трима. Майка му, Здравка, е от с. Тодорово. Кръстен е на дядо си Стойо. Слави описва рода си като дълбоко в равнината, дълбоко в селото.
Самият той не харесва детството си, по причина че не харесва себе си. Характеризира този период от живота си като много самотен. Няма много приятели, освен сестра му Петя, която е три години по-голяма от него. Слави споделя, че тя е най-близкият му човек.
Приет е в Музикалната гимназия в Плевен. Партийното ръководство го предлага за комсомолски секретар и в края на първата учебна година го пращат на пионерски лагер в Кайлъка. Въпреки че се чувства неловко и не на мястото си там, той решава да участва в т. нар. „вечер на таланта“, където се представят различните отряди. Слави казва няколко смешки, научени наизуст от апокрифна аудиокасета на Шкумбата, записана на ролка и въртяна многократно на магнетофон „Юпитер“ от самия него. Трифонов е изненадан от положителната реакция на лагерниците и дори го извикват на бис. Това той определя като превратна точка в живота си, която го отваря към живота и хората.

### Работа в телевизията

#### 1990 – 2000 г.: „Ку-ку“, „Каналето“ и „Хъшове“
Заедно с Петър Курумбашев и Любен Дилов-син Слави Трифонов е първият продуцент на частна продукция в Българската национална телевизия.
Първата му поява в телевизионното предаване Ку-ку е в един скеч, пародия на хевиметъл група, сниман в Студио 4 на БНТ през 1992 година. Довежда го Влади Въргала, който е прекъснал срещата му с тогавашната му приятелка в кафенето на Сатиричния театър. Трифонов си спомня, че го окичват с топузи и едно казанче от тоалетна чиния на гърба. Той свири на виола и дори има една реплика: „Мразя Росица Кирилова!“. Нужни са само две години, за да добие достатъчна популярност, за да се ориентира изцяло към шоубизнеса в България.
На 1 април 1995 година от зала 12 на НДК на живо по Канал 1 стартира „Каналето“ (приемано като продължението на „Ку-Ку“). От лятото на 1996 година Трифонов е и копродуцент с Камен Воденичаров и Любен Дилов-син чрез тяхната обща компания „ТриВоДи“ ООД. През 1997 г. в предаването „Каналето“ участва активно в протестите срещу управлението на Жан Виденов. През 1998 г. при преподписване на договора за предаването с БНТ Камен Воденичаров се опитва да направи това не от името на „ТриВоДи“ ООД, а от едноличната си фирма „Камен Во.Студио“ ЕООД, което води окончателно до разпада на екипа на предаването.
Слави Трифонов продължава своята телевизионна кариера с голяма част от екипа на студентските предавания през 1998 г. като продуцент и водещ на „Хъшове“. То е свалено от БНТ след едно-единствено излъчване на 8 февруари. След това две години се излъчва в телевизия 7 дни всяка неделя вечер, а във вторник по стотици други кабелни телевизии в страната. Основен елемент на предаването, освен гостите, отново е острата политическа сатира, но и силното участие на групата „Ку-ку бенд“, на която той е и основател заедно с приятелите си от детството и следването Евгени Димитров – Маестрото, Евгени Йотов и Илия Илиев – Професора. Основни идеолози на „Хъшове“ са сценаристите Росен Петров, Тошко Йорданов, Ивайло Вълчев, Драго Петров и Иво Сиромахов. В началото на 2000 година Трифонов и Дилов осъзнават, че „Хъшове“ е изчерпано от съдържание – политическата му дейност е продължена от Движение „Гергьовден“ с председател Любен Дилов-син (по-късно избран за почетен председател), а останалата творческа част от екипа, ръководена от Слави Трифонов и Росен Петров, започва подготовка за реализация на ежедневно вечерно шоу.

#### 2000 – 2019 г.: „Шоуто на Слави“
След стартирането на първата частна национална телевизия в страната bTV, Слави Трифонов знае, а и чака тогавашният изпълнителен директор Светлана Василева да му звънне за предложение за предаване. Това се случва и, след подписан договор, на 27 ноември 2000 г. от 22:30 часа е излъчено първото издание на първото всекидневно вечерно телевизионно шоу в България – „Шоуто на Слави“. Предаването се излъчва всеки делничен ден отново от зала 12 на НДК, където се намират студията на частната телевизия и до днес. Част от публиката на първото издание са изпълнителните директори Светлана Василева и Албърт Парсънс. От стартирането си предаването се превръща в рейтингов водач като в първите години събира пред екраните всекидневно между два и три милиона зрители. „Шоуто на Слави“ трайно разширява праймтайма на bTV до 23:30 часа.
Характерна особеност на предаването са коментарите на водещия върху актуални теми от деня, тяхната музикална интерпретация на живо между водещия и „Ку-ку бенд“, както и мнението по тези теми на специалните гости на шоуто. Гости на Трифонов в предаването с над 15-годишна история са били най-различни популярни (и не само) личности. Като наследство от студентските предавания, в „Шоуто на Слави“ остава силната политическа сатира и критика.
Изпълнителен продуцент на „Шоуто на Слави“ е продуцентска къща „Седем-осми“ АД (изписвана като Седем-осми или Seven-Eight Production), където до май 2008 година негов съдружник е Росен Петров. Компанията продуцира основно за bTV на bTV Media Group. Освен „Шоуто на Слави“ през годините „Седем-осми“ реализира много други световни формати за телевизията като „Красавицата и отличникът“ (The Beauty and the Geek), „Survivor BG“ (Survivor), „Music Idol 1“ (Idols), „Dancing Stars 2“ (Dancing with the Stars), „Гласът на България“ (The voice of...), „Младост 5“ (Stillestraße) и други. Като част от „Шоуто на Слави“ се реализират множество риалити конкурси, рубрики и други проекти, както и два минисериала – „Къде е батко?“ и „Ракия Sunrise“. Единственото предаване на компанията, което не се е излъчвало по bTV, е музикалното риалити шоу по собствена идея „Пей с мен“, излъчило се по конкурентната Нова телевизия през пролетта на 2008 година.
На 6 май 2019 г. Слави Трифонов обявява, че последното предаване на „Шоуто на Слави“ ще бъде на 31 юли 2019 г. „Седем-осми“ сама е отказала да поднови договора си с bTV Media Group, въпреки поканата на телевизията за преподписване на договора. В последното 4176-о излъчване на вечерното ток шоу Трифонов обявява, че „от дълго време не се чувства част от медийната среда“ и затова, ще започне нов телевизионен продукт – „Седем-осми“, както и на политически проект на име „Няма такава държава“.

#### 2019 г. –: „7/8 ТВ“ и „Вечерното шоу на Слави Трифонов“
С края на „Шоуто на Слави“ е обявен и телевизионният продукт „Седем-осми“, който запазва екипа на продуцентската компания на Слави Трифонов. В последното предаване по bTV става ясно и че телевизия „Седем-осми“ стартира след 15 септември 2019 г., а девизът е „Силата е в истината!“. Впоследствие става ясно, че новият проект е национална кабелна телевизия, която стилизирано ще се изписва „7/8 ТВ“ и стартира на 4 ноември в 19:00 часа с 5-часова програма. Каналът наследява лиценза на регионалната ТВ „Стара Загора“, която е закупена от Трифонов, а в ръководството ѝ са хората от управата на продуцентската компания „Седем-осми“ – Евгени Димитров – Маестрото, Ася Тодорова и Диана Младенова. Всички продукции се произвеждат от екипа на продуцентската компания на Трифонов, а той е водещ на ново ежедневно ток шоу – „Вечерното шоу на Слави Трифонов“, което се излъчва всеки делник в 22:00 часа.
След началото на пандемията от COVID-19 в определени дни вместо Трифонов вечерното ток шоу се води от сценариста Иво Сиромахов. Впоследствие – след влизането на партия „Има такъв народ“ в активната политика и парламента – Слави Трифонов слиза напълно от екран, предаването обаче продължава да носи неговото име.

### Музикална кариера
Като певец от 1993 година заедно с групата си Ку-Ку бенд по време на цялата си кариера в телевизионния бизнес в страната издава 22 албума и има над 300 песни. Прави множество турнета из цялата страна, както и едно турне в САЩ и Канада. Има дуетни песни, а през 2003 г. издава песен с вокалистката на група „Антик“ – Елена Папаризу, наречен Why? („Защо?“).
Екипът на „Седем-осми“ организира и десетки летни турнета из цялата страна, турне в САЩ и Канада през 2010 година и няколко концерта в Западна Европа на Слави Трифонов и Ку-Ку бенд. Изпълнителите държат и рекорд за посещаемост на открит концерт в страната на български изпълнител – на концерта им от 25 септември 2015 година на Националния стадион „Васил Левски“ в столицата със 70 000 души публика.

### Проблеми със зрението
В интервю, излъчено в „Шоуто на Слави“ на 20 април 2007 г., Слави Трифонов признава, че страда от ретробулбарен неврит на лявото око. „Преди единадесет години истината, е, че имах сериозно засягане на лицеви нерви, вследствие на сериозен възпалителен процес в лицето ми. Имах зъби, които бяха много сериозно възпалени, трябваше да ги извадя, но те вече бяха дали този проблем. И единственото, което остана оттогава е, че имах и продължавам да имам много сериозно нарушено зрение на лявото око“. Слави Трифонов обяснява, че е поразена централната част на зрението му, вследствие на което се натоварва периферното зрение на лявото око и дясното око.
През последната седмица обаче са се появили проблеми и с другото му око, но проблемът не е толкова страшен, уточнява Слави Трифонов. Поставена е обаче диагноза синузит. „Процесът може и да е обратим, но може и да остане така“ – заявява Слави Трифонов. Засега лекарите са оптимистични, но оставят и сериозен процент съмнение – обяснява той. Причините обаче за влошеното зрение и на дясното око може да са различни, пренатовареност, стрес, лекарите се опитват да ги установят. Три месеца по-късно Слави Трифонов се завръща на малкия екран на 9 юли 2007 г.

### Гражданска инициатива
След участието на екипа на предаването „Каналето“ в протестите срещу правителството на Жан Виденов през 1997 година, дълги години Слави Трифонов изразява своята гражданска позиция относно актуални въпроси в страната чрез ефира на предаването „Шоуто на Слави“.
През 2015 година става председател на Инициативен комитет за организирането на референдум за промяна на политическата система с шест въпроса. В комитета влизат още сценаристите на „Шоуто на Слави“: Тошко Йорданов, Ивайло Вълчев, Филип Станев, Иво Сиромахов, Александър Вълчев, Драгомир Петров и Иван Кулеков. Впоследствие, след сезиране на Конституционния съд от страна на президента на републиката Росен Плевнелиев и последвалото съдебно решение, въпросите за референдума са намалени наполовина, а самото допитване се произвежда на 6 ноември 2016 г.
На 29 октомври 2016 г., седмица преди провеждането на референдума, организира митинг-концерт, който се провежда на пл. „Орлов мост“ и бул. „Цариградско шосе“ в София и участват членовете на Инициативния комитет, „Ку-Ку бенд“, балет „Магаданс“, Крисия, Преслава, Криско и Миро. На него в подкрепа на референдума се събират над 100 хиляди души.
На 30 януари 2017 година в свое отворено писмо до политиците дава двуседмичен срок на бъдещето XLIV народно събрание да започне работа по приемането на решенията на избирателите от референдума. На 4 май 2017 година – на 15-ия ден от началото на XLIV народно събрание и в деня, когато Бойко Борисов се заклева като министър-председател за трети път – Слави Трифонов започва своя протест.

### Политическа кариера
В последното телевизионно предаване на „Шоуто на Слави“ на 31 юли 2019 година Трифонов обявява политическия си проект „Няма такава държава“, чиято цел е да превърне предложенията от инициирания от него и сценаристите му референдум през 2016 г. Учредяването на политическа партия „Няма такава държава“ е на 5 октомври същата година, а в учредителната декларация на инициативния комитет за партията се предлага и пряк избор на главния прокурор, омбудсмана и засилено участие на гражданите в управлението чрез повече референдуми. Върховният касационен съд отказва разрешение за вписване на партията поради установени нарушения на Закона за политическите партии, а именно символът на партията и словесното му описание в предложението за устав, според което са интегрирани цветовете от националното знаме, след което Трифонов обяви, че ще създаде нова партия с името „Има такъв народ“.

#### Участие на парламентарни избори
В изборите на 4 април 2021 г. Трифонов е водач на две листи на партията – в 27 МИР Стара Загора и 3 МИР Варна. „Има такъв народ“ става втора по резултат. Трифонов е избран за народен представител в 45-ото Народно събрание като предпочита да представлява 27 МИР Стара Загора. След края на изборния ден през април 2021 г. във „Фейсбук“ Слави Трифонов обявява, че се е самоизолирал, тъй като има симптоми на COVID-19. Няколко дена по-късно зам.-председателят на партията Тошко Йорданов съобщава с писмо до медиите, че Трифонов е дал положителен тест за вируса. При първото тържествено заседание на 45-ото Народно събрание Трифонов е сред малцината депутати, които полагат клетва онлайн. Впоследствие – поради болничен – не присъства на нито от останалите пленарни заседания.
На изборите през юли и ноември 2021 г., както и тези през 2022 г. Трифонов не е кандидат за депутат.
На вота на 2 април 2023 г. той отново води две листи на „Има такъв народ“ – 1 МИР Благоевград и 27 МИР Стара Загора. След като партията успява да влезе в 49-ото Народно събрание, именно Благоевград и Стара Загора са два от районите, от които се излъчват по един народен представител. Като водач на двете листи Слави Трифонов има право да избере кой район да представлява, той обаче подава заявление за необявяването му за избран за народен представител и така не влиза в Парламента.
На предсрочните парламентарни избори през юни 2024 г. Слави Трифонов е водач на листите на партията в 15 МИР Плевен и 25 МИР София. Партията печели по един депутатски мандат и в двата района, а в Плевен ИТН получава най-високия си резултат като процент от гласувалите – 9,76%. Трифонов обаче подава заявление за необявяването му за избран за депутат, не влиза в състава на 50-ия Парламент и остсъпва мястото си за следващите кандидати в листите.
В седмите предсрочни парламентарни избори за четири години през октомври 2024 г. Трифонов отново е кандидат за народен представител – като запазва двата си избирателни района от предходния вот – Плевен и 25 МИР София. Единствено в наричания „лидерски район“ в столицата партията успява да спечели 2 депутатски места, но Трифонов и този път подава заявление за необявяването му за избран за народен представител. Така не влиза в състава и на 51-ия Парламент и отстъпва местата си за следващите кандидати в листите.

#### Референдум за президентска република
На 26 август 2022 г. Слави Трифонов обявява, че „трябва да се разбие моделът на цялата сегашна политическа система“ и ще инициира провеждането на национален референдум за президентска република.
На 23 януари 2023 г. в деловодството на Народното събрание е внесено уведомлението за започването на подписката за допитването с въпрос „Подкрепяте ли провеждането на избори за Велико Народно събрание, което да реши въпросите за промени във формата на държавно управление от парламентарна република в президентска република?“. Трифонов е избран за председател на Инициативния комитет, в чийто състав влизат почти всички членове от комитета, който инициира и референдума през 2016 г.
На 24 април 2023 г. Слави Трифонов обявява, че в подкрепа на произвеждането на референдума са се подписали 145 193 души. Това е недостатъчен брой за реализирането на допитването, тъй като според закона нужните подписи са 400 000. Трифонов обявява още, че ИТН ще работи за промяна на законовите правила. Няколко месеца по-късно партията входира законопроект, с който изискуемите подписи за произвеждането на референдум биха се намалили наполовина.

## Критики
През 2003 г. водещата на „Сигнално жълто“ Албена Вулева завежда дело в Районния съд в Балчик срещу водещия Трифонов за нанесени според нея лека телесна повреда и публична обида, твърдейки, че той умишлено е излял халба бира в лицето ѝ.
През 2005 г. Слави Трифонов участва в българския национален финал за Евровизия в дует със Софи Маринова. Когато идва ред да изпълнят песента си „Единствени“ обаче, двамата излизат на сцената и Трифонов обявява в емоционална реч, че се оттеглят от конкурса, защото гласуването е манипулирано чрез SIM карти за 50 хил. лева, така че да спечели група „Каффе“ и в деня на финала от 12:00 часа до концерта за песента на група „Каффе“ са изпратени над 60 000 гласа. С 48 803 отчетени SMS-а в тяхна подкрепа, дуото губи срещу 76 590-те гласа за победителя „Каффе“. Въпреки това песента се радва на голяма популярност.

## Съдебни дела
- На 5 юни 2006 г. Пловдивският окръжен съд осъжда Александър Стоилов, представител на „Папарак медия“, да заплати на Слави Трифонов 80 000 лева. Сумата е присъдена за причинените му неимуществени вреди, включително приписване извършването на престъпления по повод изнесена във вестник „Папарак“ информация.[37]
- През 2008 г. Слави Трифонов е осъден на 500 лева глоба за обида по адрес на Недялко Недялков, издател на вестник „Уикенд“. В интервюто за вестник „24 часа“ Трифонов нарича Недялков „утайка на обществото, която трябва да бъде натикана там, където ѝ е мястото“.[38] Трифонов има множество дела срещу т.нар. „жълта преса“, като по-голямата част от тях той е спечелил. Спечелените пари той е дарил за благотворителност.
- В началото на 2013 г. Слави Трифонов завежда дело срещу компанията на Магърдич Халваджиян и Джуди Халваджиян „Глобал вижън“, които са продуценти на „Господари на ефира“ за това, че са нарушили правата на „Седем-осми“ чрез използване на откъси от „Шоуто на Слави“ по неправомерен начин. През септември 2017 г. Върховният касационен съд отсъжда в полза на „Господари на ефира“, постановявайки, „че използването на откъси от „Шоуто“ не нарушава авторските права“.[39]
- На 13 декември 2023 г. СГС оправдава Слави Трифонов по отправените му от Настимир Ананиев обвинения в клевета[40] и отхвърля иска за 10 000 лева. Ананиев твърди, че на 12 януари 2023 г., докато е бил депутат, във видеоклип, публикуван на личната му страница във Фейсбук, Трифонов е разгласил позорни обстоятелства за него, с твърдението, че "Настимир Ананиев има общи фирми с „Нексо“.
- На 10 януари 2024 г., Слави Трифонов осъжда на първа инстанция Кирил Петков за 50 000 лева за претърпени неимуществени вреди заради изказването му на 13 юни 2022 г., когато след изтеглянето на ИТН от кабинета, Петков ги квалифицира като „мафия“.[41]  На 18 януари 2025 Апелативният съд отменя решението на СГС.[42]
- На 30 април СГС взима решение, по смисъла на което Слави Трифонов губи дело за клевета срещу Радостин Василев (по-точно делото е за нанесени неимуществени вреди поради клеветнически твърдения на Радостин Василев).[43] Слави Трифотов е завел частичен иск за 50 000 лева на основание, че името му е очернено от Радостин Василев. В иска на Слави Трифонов са цитирани 18 твърдения на Радостин Василев, от юни 2022 година като например „задкулисието проби и при нас“. Съдът преценява, че Василев наистина си е послужил с груби изрази, но не е извършил клевета. Трифонов е осъден да плати 3500 лева адвокатски разноски. Решението на СГС може да се обжалва пред Апелативния съд.
- На 18 юли 2022 Лена Бориславова успява да осъди Станислав Трифонов за злепоставянето ѝ в медиите и уронването на доброто ѝ име[44][45] СДГС присъджа 20 000 лева глоба за Трифонов[45]

## Дискография
- Ръгай чушки в боба (1993)
- Шат на патката главата (1994)
- Roma TV (1994)
- Жълта книжка (1995)
- Хъшове (1996)
- Каналето – The best (1997)
- Едно Ферари с цвят червен (1997)
- Франция, здравей (1998)
- Девети трагичен (1998)
- Вавилон (1998 – 1999)
- Няма не искам (1999)
- Часът на бенда (2000)
- Новите варвари (2001)
- The best (2002)
- Vox populi (2002)
- Прима патриот (2004)
- И оркестъра да свири (2004)
- Ние продължаваме (2007)
- No Mercy (2008)
- Македония (2010)
- Един от многото (2012)
- Има такъв народ (2017)
- Песни за българи (2018)

## Видеоклипове
| Видеоклип                                                                 | Премиера   | Албум                     | Режисьор                       | Продуцент         |
| ------------------------------------------------------------------------- | ---------- | ------------------------- | ------------------------------ | ----------------- |
| Дулсинея(Слави Трифонов и Васил Василев – Зуека)                          | 1994       | Шат на патката главата    |                                | Камен Во. Студио  |
| Шъ та праа да умиргаш(Васил Василев – Зуека)                              | 1994       | Шат на патката главата    |                                | Камен Во. Студио  |
| Шат на патката главата                                                    | 1994       | Шат на патката главата    |                                | Камен Во. Студио  |
| Тупан текно(Слави Трифонов и Камен Воденичаров)                           | 1994       | Шат на патката главата    |                                | Камен Во. Студио  |
| Рокендрол на падашите бабички                                             | 1994       | Шат на патката главата    |                                | Камен Во. Студио  |
| Гергьовден                                                                | 1996       | Рома ТВ                   |                                | Камен Во. Студио  |
| Тайсън кючек(Слави Трифонов и Тончо Токмакчиев                            | 1996       | Хъшове                    |                                | БМК               |
| Едно ферари с цвят червен                                                 | 1997       | Едно ферари с цвят червен |                                | БМК               |
| Студио Хъ                                                                 | 1998       | Девети трагичен           |                                | БМК               |
| Не ме моли                                                                | 1999       | Няма не искам             |                                | БМК               |
| Няма не искам                                                             | 1999       | Няма не искам             |                                | БМК               |
| Сафари                                                                    | 1999       | Няма не искам             |                                | БМК               |
| Ела, ела                                                                  | 2000       | Часът на бенда            |                                | БМК               |
| Стоп! Забрави за правилата                                                | 2000       | Часът на бенда            |                                | БМК               |
| Бедните не могат да скачат(Слави Трифонов и Георги Милчев – Годжи)        | 2001       | Новите варвари            | Магърдич Халваджиян            | БМК               |
| Жива рана(Слави Трифонов и Георги Милчев-Годжи)                           | 2001       | Новите варвари            | Магърдич Халваджиян            | БМК               |
| Йовано, Йованке                                                           | 2002       | Vox populi                | Магърдич Халваджиян            | БМК               |
| Реквием за една мръсница(Слави Трифонов и Деси Добрева)                   | 2002       | Vox populi                | Магърдич Халваджиян            | БМК               |
| Funk off(Слави Трифонов, Деси Добрева и Алекс Раева)                      | 2002       | Vox populi                | Магърдич Халваджиян            | БМК               |
| Why                                                                       | 2003       | –                         | Магърдич Халваджиян            | Bonnier Music     |
| Не, не и не                                                               | 2004       | Prima патриот             | Магърдич Халваджиян            | БМК               |
| Bolero (balkan version)                                                   | 2004       | Prima патриот             | Магърдич Халваджиян            | БМК               |
| Вечерай Радо                                                              | 2004       | Prima патриот             | Магърдич Халваджиян            | БМК               |
| Йордановден(Йордан Йончев-Гъмзата и Ку-ку бенд)                           | 2005       | И оркестъра да свири      | Рангел Вълчанов                | Seven-Eight Prod. |
| Единствени(Слави Трифонов и Софи Маринова)                                | 2005       | И оркестъра да свири      | Магърдич Халваджиян            | Seven-Eight Prod. |
| И без теб                                                                 | 2005       | И оркестъра да свири      |                                | Seven-Eight Prod. |
| 100 SMS-а                                                                 | 2005       | И оркестъра да свири      |                                | Seven-Eight Prod. |
| Само мен(Слави Трифонов и Нели Петкова)                                   | 2006       | Ние продължаваме          | Магърдич Халваджиян            | Seven-Eight Prod. |
| Любовта е отрова                                                          | 2007       | Ние продължаваме          | Магърдич Халваджиян            | Seven-Eight Prod. |
| Нещо лично                                                                | 2007       | Ние продължаваме          | Магърдич Халваджиян            | Seven-Eight Prod. |
| Жестока(Слави Трифонов и Невена Цонева)                                   | 2007       | Ние продължаваме          | Магърдич Халваджиян            | Seven-Eight Prod. |
| Едно ченге                                                                | 2007       | Ние продължаваме          | Магърдич Халваджиян            | Seven-Eight Prod. |
| Кажи на майка си                                                          | 2007       | Ние продължаваме          | Магърдич Халваджиян            | Seven-Eight Prod. |
| Малко сръбско                                                             | 2008       | No Mercy                  |                                | Seven-Eight Prod. |
| Минах ли те(Слави Трифонов и Георги Милчев – Годжи)                       | 2008       | No Mercy                  | Лъчезар Ангелов                | Seven-Eight Prod. |
| No mercy(Слави Трифонов, Ку-ку бенд и Берковската духова музика)          | 2008       | No Mercy                  |                                | Seven-Eight Prod. |
| Дявол                                                                     | 2009       | No Mercy                  |                                | Seven-Eight Prod. |
| Не, Мария(Слави Трифонов и Миро)                                          | 2009       | No Mercy                  | Мартин Макариев                | Seven-Eight Prod. |
| По ръба(Слави Трифонов и Люси)                                            | 2010       | Един от многото           | Мартин Макариев                | Seven-Eight Prod. |
| Нема такава държава                                                       | 2010       | –                         |                                | Seven-Eight Prod. |
| Пружината                                                                 | 2010       | Един от многото           | Мартин Макариев                | Seven-Eight Prod. |
| Море сокол пие                                                            | 2011       | Македония                 | Неделчо Богданов               | Seven-Eight Prod. |
| Да, да да(Слави Трифонов и Иво Сиромахов)                                 | 2012       | –                         | Мартин Макариев                | Seven-Eight Prod. |
| Куче и котка                                                              | 2012       | Един от многото           |                                | Seven-Eight Prod. |
| Ти си                                                                     | 2012       | Един от многото           | Мартин Макариев                | Seven-Eight Prod. |
| Нирвана кючек                                                             | 2012       | Един от многото           | Мартин Макариев                | Seven-Eight Prod. |
| Един от многото                                                           | 11.12.2012 | Един от многото           |                                | Seven-Eight Prod. |
| Време за глупости(Слави Трифонов и Борис Солтарийски)                     | 17.12.2012 | Един от многото           | Александър Сано                | Seven-Eight Prod. |
| Бягай(Слави Трифонов и Йордан Йончев-Гъмзата)                             | 25.07.2016 | Има такъв народ           | Кирил Киров                    | Seven-Eight Prod. |
| No mercy(нова версия)                                                     | 28.07.2016 | No Mercy                  |                                | Seven-Eight Prod. |
| Аз съм твоят мъж(Слави Трифонов и Йордан Йончев-Гъмзата)                  | 07.10.2016 | Има такъв народ           | Кирил Киров                    | Seven-Eight Prod. |
| Вярвам в чудеса(Слави Трифонов, Крисия, Хасан и Ибрахим)                  | 30.12.2016 | Има такъв народ           | Жоро Манолов                   | Seven-Eight Prod. |
| Тя                                                                        | 22.05.2017 | Има такъв народ           | Кирил Киров                    | Seven-Eight Prod. |
| Господ ни обича                                                           | 02.10.2017 | -                         | -                              | Seven-Eight Prod. |
| Лош човек с добри намерения                                               | 27.11.2017 | -                         | Росен Илиев и Тодор Карагяуров | Seven-Eight Prod. |
| Гледай как се прави(Криско и Слави Трифонов)                              | 05.04.2018 | -                         | Кирил Киров                    | Adamand           |
| Затова                                                                    | 09.09.2018 | -                         | Мартин Макариев                | Seven-Eight Prod. |
| Едно Ферари модел 2019(Криско с участието на Слави Трифонов и Ку-Ку бенд) | 28.11.2018 | -                         | Кирил Киров                    | Adamand           |
| Краят на света(с участието на Веско Ешкенази)                             | 25.03.2019 | -                         | Мартин Макариев                | Seven-Eight Prod. |
| Едно ми е такова(Слави Трифонов, Йордан Йончев-Гъмзата и GBS)             | 19.06.2019 | -                         | Валери Милев                   | Seven-Eight Prod. |
| Заедно(Слави Трифонов с участието на ТоТо H)                              | 07.04.2020 | -                         | Валери Милев                   | Seven-Eight Prod. |
| Вечерай Радо(нова версия)                                                 | 29.06.2020 | -                         | Валери Милев                   | Seven-Eight Prod. |
| Ти си(нова версия)                                                        | 04.11.2020 | Един от многото           | Валери Милев                   | Seven-Eight Prod. |
| Изкушение(Слави Трифонов и ТоТо H)                                        | 18.02.2021 | -                         | Валери Милев                   | Seven-Eight Prod. |
| Hallelujah                                                                | 08.10.2021 | -                         | Валери Милев                   | Seven-Eight Prod. |
| Аз съм(с участието на Ники и Любо)                                        | 25.10.2021 | -                         | Емил Цончев                    | Seven-Eight Prod. |
| Братко мой                                                                | 29.09.2022 | –                         | Валери Милев                   | Seven-Eight Prod. |
| Остани(Слави Трифонов и Софи Маринова)                                    | 30.12.2022 | –                         | Валери Милев                   | Seven-Eight Prod. |
| Аз съм(нова версия)                                                       | 26.01.2023 | –                         |                                | Seven-Eight Prod. |
| Демон(Слави Трифонов и Тита)                                              | 30.05.2023 | –                         | Валери Милев                   | Seven-Eight Prod. |

## Филмография

### Озвучава
- Angry Birds: Филмът – червеното пиле Ред (2016)[46]